# Lasioglossum anhybodinum
Lasioglossum anhybodinum är en biart som först beskrevs av Cockerell 1930.  Lasioglossum anhybodinum ingår i släktet smalbin, och familjen vägbin. Inga underarter finns listade i Catalogue of Life.